# Stauseen Varnutė

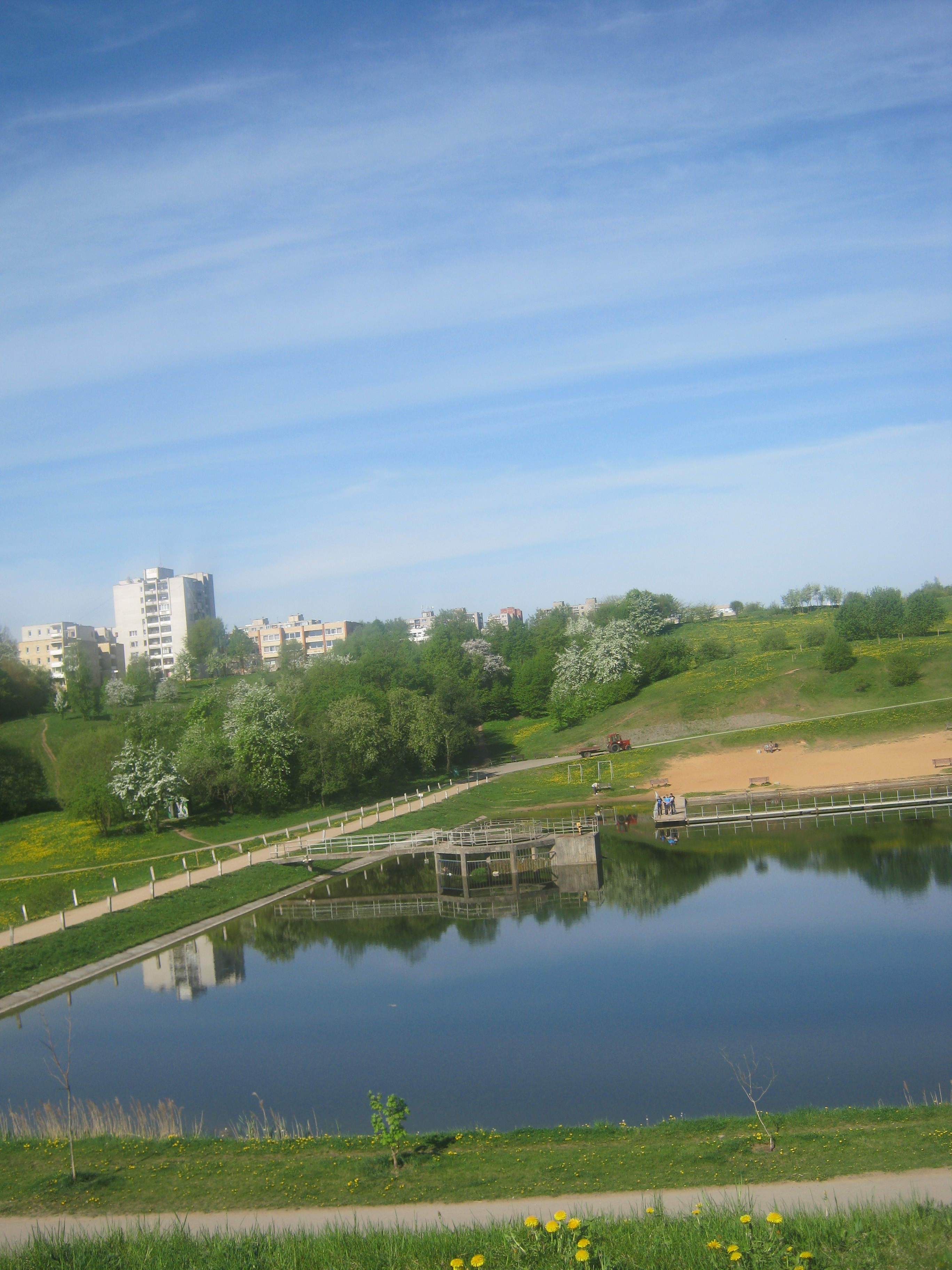
Stausee

Die Stauseen Varnutė stauen die Varnaka in der Rajongemeinde Jonava (Bezirk Kaunas, Litauen) auf. Sie befinden sich am Tal (Joninių slėnis), am Rimkai-Mikrorajon, am Stadion Jonava, Stadtteil Lakštingalos. Von 1982 bis 1983 wurden hier vier Stauseen in der Stadt Jonava gebildet. Man richtete den Strand ein, montierte die Türme für das Springen ins Wasser. Es gibt Fahrradwege.
Der Club „Maratonas“ organisiert „Varnutės“-Laufen (1,9 km; 3,8 km; 10,3 km Strecken). Jährlich nehmen etwa 100 Läufer in einigen Altersgruppen teil. Am dritten Stausee veranstaltet man seit 2001 die Wettkämpfe der Sportfischerei.